# Ернест Шонекан
Ернест Адегунле Оладеинде Шонекан (енгл. Ernest Adegunle Oladeinde Shonekan; Лагос, 9. мај 1936 — Леки, 11. јануар 2022) био је нигеријски бизнисмен, адвокат и политичар.

## Биографија
Рођен је у Лагосу у хришћанској породици као једно од шестеро деце. Завршивши школе, постао је адвокат, те неко време практиковао право, а онда се прикључио великој нафтној компанији, где је постао главни директор.
Након пословне каријере, ушао је у политику, те се зближио с Ибрахимом Бабангидом, који му је 1993. предао Привремену владу, а 27. августа исте године, Шонекан је постао и девети председник Нигерије (он на тај положај никад није изабран, него је само постављен по политичкој линији). Велике политичке тензије отерале су западне инвеститоре.
Наиме, војни диктатор Бабангида је допустио изборе, а победио је кандидат Социјалдемократске партије Нигерије, Мошуд Абиола. Шонекан је требало да осигура прелаз у демократску власт, и устоличење Абиоле као цивилног председника изабраног на слободним и поштеним изборима.
Није му успело, јер није контролисао економску ситуацију. Иако је Ибрахим Бабангида сишао с власти, заменио га је Сани Абача. Шонекан му је пре тога дао место министра одбране, а он је, новембра 1993, кроз пуч дошао на власт.

## Лични живот
Ернест је био ожењен, али није имао децу.